# Michalino (rejon ignaliński)
Michalino (lit. Mikalinė) – wieś na Litwie, w okręgu uciańskim, w rejonie ignalińskim, w gminie Ignalino.

## Historia
W czasach zaborów zaścianek w gminie Daugieliszki, w powiecie święciańskim, w guberni wileńskiej Imperium Rosyjskiego. W 1866 roku miał 13 mieszkańców w 1 domu. W 1905 roku dwór liczył 16 mieszkańców, 439 dziesięcin, własność Chartuga.
W dwudziestoleciu międzywojennym zaścianek leżał w Polsce, w województwie wileńskim, w powiecie święciańskim, w gminie Daugieliszki.
W 1931 w 8 domach zamieszkiwało 71 osób.
Miejscowość należała do parafii rzymskokatolickiej w Przyjaźni. Podlegała pod Sąd Grodzki w Święcianach i Okręgowy w Wilnie; właściwy urząd pocztowy mieścił się w Ignalinie.
Była tu umiejscowiona strażnica KOP „Michalino”. W 1932 obsada strażnicy zakwaterowana była w budynku prywatnym.